# Vincent (film 1987)
Vincent (Vincent: The Life and Death of Vincent Van Gogh) è un film d'animazione del 1987 diretto da Paul Cox e basato sulla vita del pittore olandese Vincent van Gogh.

## Riconoscimenti
- Australian Film Institute Award 1987:
  - Candidatura alla migliore sceneggiatura (Paul Cox)